# Jeff Louder
Jeffrey "Jeff" Louder (Salt Lake City, 8 de desembre de 1977) va ser un ciclista estatunidenc professional del 2000 al 2014. Del seu palmarès destaca la victòria al Redlands Bicycle Classic.

## Palmarès
- 2004
  - Vencedor d'una etapa a la Volta al llac Qinghai
- 2007
  - Vencedor d'una etapa al Cascade Cycling Classic
- 2008
  - 1r al Tour de Utah i vencedor d'una etapa
  - Vencedor d'una etapa al Redlands Bicycle Classic
- 2009
  - 1r al Redlands Bicycle Classic i vencedor d'una etapa
- 2010
  - Vencedor d'una etapa al Tour de Utah

### Resultats al Giro d'Itàlia
- 2010. Abandona (11a etapa)